# Ragnar Looström
Axel Ragnar Looström, född 4 mars 1884 i Stockholm, död där 31 augusti 1971, var en svensk geolog.
Ragnar Looström var son till civilingenjören Robert Theodor Looström. Efter mogenhetsexamen i Stockholm 1904 studerade Looström vid Uppsala universitet med en kort session i Heidelberg 1907–1908 och blev filosofie kandidat 1913 och filosofie licentiat 1922. Från 1920 var han assistent, från 1934 förste assistent och lärare i mineralogi och petrografi vid Tekniska högskolans mineralogiska avdelning. 1940–1941 uppehöll han professuren i mineralogi och petrografi där. Looström deltog 1907–1910 i Luossavaara-Kiirunavaara AB:s geologiska kartläggning av Kirunatrakten och upprättade 1911–1917 geologiska kartor över Älvdalsporfyrernas område i norra Dalarna. För Luossavaara-Kiirunavaara AB:s räkning färdigställde han 1922–1923 ett geologiskt museum i Kiruna och 1924–1926 ett annat i Malmberget. 1927–1929 följde ett museum i Grängesberg för Grängesbergsbolagets räkning. Samtidigt kartlade han även geologiskt delar av Grängesbergs malmfält. Ett viktigt resultat av dessa studier blev arbetet Lönnfallet. Southernmost part of the Export Field at Grängesberg (1939). Bland Looströms övriga skrifter märks Åbydiabasens fältgeologi (1919) och Führer durch das Museum von Luossavaara-Kiirunavaara Aktiebolag in Kiruna (1928). Looström var även mycket musikaliskt intresserad. Han är begravd på Norra begravningsplatsen utanför Stockholm.